# Епархия Монтенегру
Епархия Монтенегру (лат. Dioecesis Nigromontana) — епархия Римско-католической церкви c центром в городе Монтенегру, Бразилия. Епархия Монтенегру входит в митрополию Порту-Алегри. Кафедральным собором епархии Монтенегру является собор святого Иоанна Крестителя.

## История
2 июля 2008 года Святой Престол Лев XIII учредил епархию Монтенегру, выделив её из архиепархии Порту-Алегри .

## Ординарии епархии
- епископ Paulo Antônio de Conto (2.07.2008 — по настоящее время).

## Источник
- Annuario Pontificio, Ватикан, 2007